# UFC 270
UFC 270: Ngannou vs. Gane è stato un evento di arti marziali miste tenuto dalla Ultimate Fighting Championship il 22 gennaio 2022 all'Honda Center di Anaheim, negli Stati Uniti.

## Risultati
|                                        | Divisione             |                      |                 |                      | Metodo                                  | Round           | Tempo           | Premio          |
| Card Principale                        | Card Principale       | Card Principale      | Card Principale | Card Principale      | Card Principale                         | Card Principale | Card Principale | Card Principale |
| -------------------------------------- | --------------------- | -------------------- | --------------- | -------------------- | --------------------------------------- | --------------- | --------------- | --------------- |
| Sfida valida per il titolo di campione | Pesi massimi          | Francis Ngannou (c)  | batte           | Ciryl Gane (ic)      | Decisione unanime (48–47, 48–47, 49–46) | 5               | 5:00            |                 |
| Sfida valida per il titolo di campione | Pesi mosca            | Deiveson Figueiredo  | batte           | Brandon Moreno (c)   | Decisione unanime (48–47, 48–47, 48–47) | 5               | 5:00            | FOTN            |
|                                        | Pesi welter           | Michel Pereira       | batte           | André Fialho         | Decisione unanime (29–28, 29–28, 29–28) | 3               | 5:00            |                 |
|                                        | Pesi gallo            | Said Nurmagomedov    | batte           | Cody Stamann         | Sottomissione (guillotine choke)        | 1               | 0:47            | POTN            |
|                                        | Pesi welter           | Michael Morales      | batte           | Trevin Giles         | KO tecnico (pugni)                      | 1               | 4:06            |                 |
| Card Preliminare                       |                       |                      |                 |                      |                                         |                 |                 |                 |
|                                        | Pesi gallo            | Victor Henry         | batte           | Raoni Barcelos       | Decisione unanime (30–27, 30–27, 30–27) | 3               | 5:00            |                 |
|                                        | Pesi welter           | Jack Della Maddalena | batte           | Pete Rodriguez       | KO tecnico (pugni)                      | 1               | 2:59            |                 |
|                                        | Pesi gallo            | Tony Gravely         | batte           | Saimon Oliveira      | Decisione unanime (30–27, 30–27, 30–27) | 3               | 5:00            |                 |
|                                        | Pesi leggeri          | Matt Frevola         | batte           | Genaro Valdéz        | KO tecnico (pugni)                      | 1               | 3:15            |                 |
|                                        | Pesi paglia femminili | Vanessa Demopoulos   | batte           | Silvana Gómez Juárez | Sottomissione (armbar)                  | 1               | 2:25            | POTN            |
|                                        | Pesi mosca femminili  | Jasmine Jasudavicius | batte           | Kay Hansen           | Decisione unanime (30–27, 29–28, 29–28) | 3               | 5:00            |                 |

## Premi
I lottatori premiati ricevettero un bonus di 50.000 dollari.
Legenda:
- FOTN: Fight of the Night (vengono premiati entrambi gli atleti per il miglior incontro dell'evento)
- POTN: Performance of the Night (viene premiato il vincitore per la migliore performance dell'evento)